# Червоное Подолье
Червоное Подолье (укр. Червоне Поділля) — село в Таврийской городской общине Каховского района Херсонской области Украины.
Население по переписи 2001 года составляло 553 человека. Почтовый индекс — 74845. Телефонный код — 5536. Код КОАТУУ — 6523582005.

## Местный совет
74830, Херсонская обл., Каховский р-н, с. Каменка, ул. Советская, 35